# Muzeum historii toalety

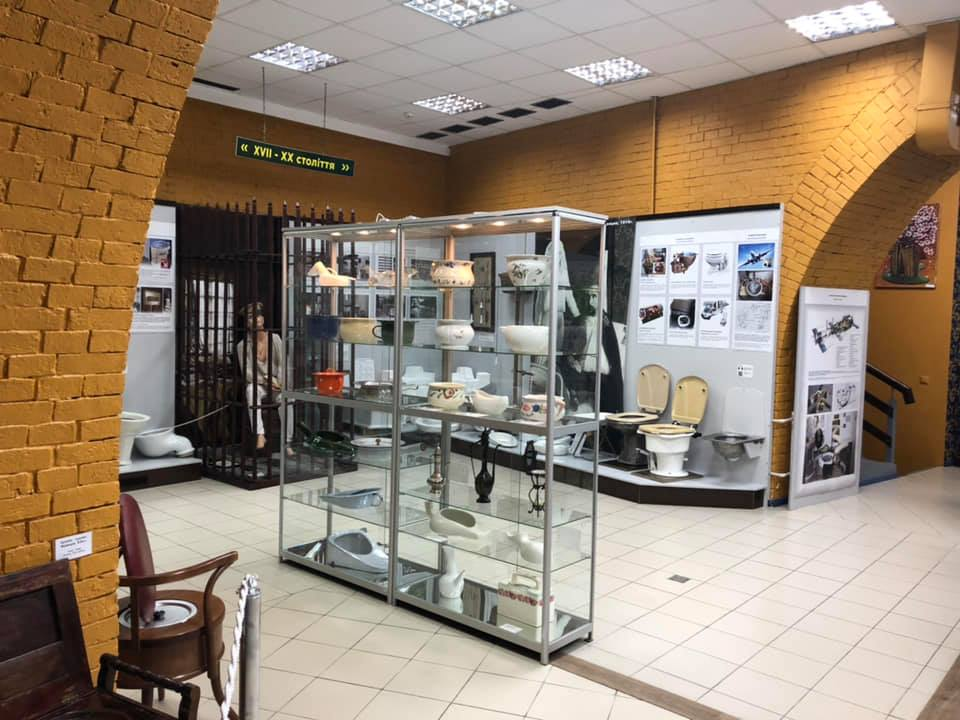
Kolekcja nocników

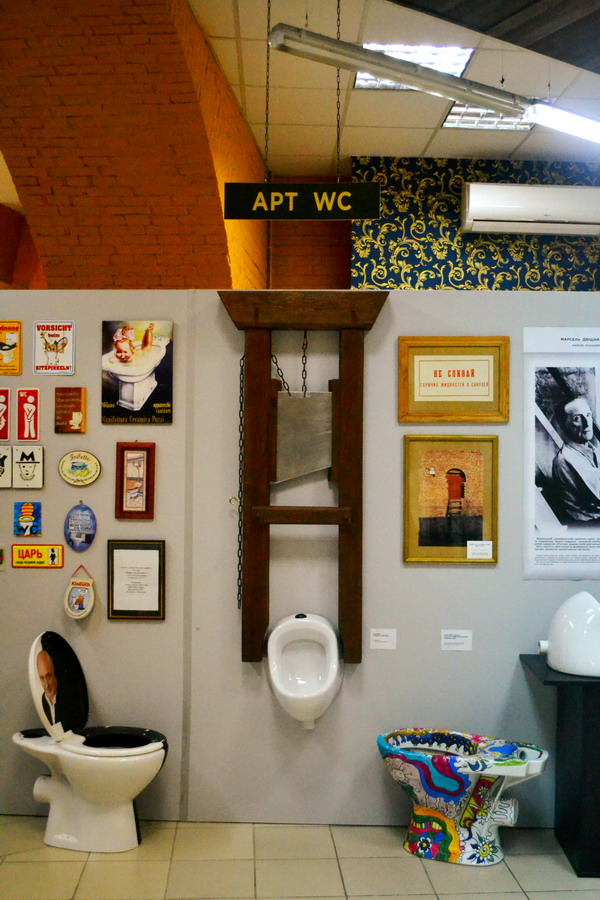
Eksponaty związane ze sztuką

Muzeum Historii Toalety (ukr. Музей історії туалету) – prywatne muzeum w Kijowie, które zostało otwarte we wrześniu 2007 roku. Muzeum należy do 10 najpopularniejszych i najciekawszych muzeów na Ukrainie. W muzeum znajduje się największa na świecie kolekcja toalet pamiątkowych, wyznana w Księdze Rekordów Guinnessa.  

## Pomieszczenie
Muzeum znajduje się w historycznym budynku „Wieża numer 5”, który jest częścią Twierdzy Kijowskej. Budowa wieży rozpoczęła się na początku XIX wieku. Wieża była przeznaczona do przechowywania jedzenia i amunicji. Dzisiaj w wieży znajduje się jedno z największych centrów biznesowych w Kijowie oraz Muzeum Historii Toalety.

## Ekspozycja
Muzeum Historii Toalety to pierwsze i jedyne muzeum w Europie Wschodniej, które jest poświęcone historii kultury toaletowej od czasów starożytnych do współczesności. Obejmuje ono zarówno autentyczne eksponaty, jak i repliki (makiety) toalet, które są związane z historią codziennej kultury. W jego ekspozycji znajdują się zarówno krzesła toaletowe, jak i nowoczesne muszle klozetowe oraz różne akcesoria higieniczne: bidet, dzbanki, umywalki. Ponadto można zapoznać się z historią szczoteczki do zębów, papieru toaletowego, mydła. Kolekcja jest stale aktualizowana o oryginalne zabytkowe eksponaty z całego świata.
W muzeum można zobaczyć tematyczne filmy edukacyjne na temat zarówno historii, jak i najnowszych technologii w dziedzinie kultury toaletowej. Przewodnicy muzeum prowadzą wycieczki w języku ukraińskim, angielskim, rosyjskim. Wycieczki w języku polskim i francuskim – po wcześniejszym umówieniu.
Eksponaty muzeum są uporządkowane chronologicznie zgodnie z historią rozwoju człowieka: „Prahistoria”, „Starożytność”, „Średniowiecze”, „Odrodzenie”, „Wiek XVII – XXI” i „ART WC”.

### Prahistoria
Eksponaty muzeum ilustrują kulturę życia codziennego starożytnych ludów i cywilizacji. Prezentowane są tutaj modele pierwszych toalet. Mianowicie kamienna deska sedesowa z osady Skara-Brae (Szkocja), toaleta z kanalizacją z domu Mohendżo Daro (Cywilizacja doliny Indusu), tradycyjny chiński pisuar i drewniana toaleta z grobowca architekta Ha (Egipt).

### Starożytność
W tej części znajduje się wiele eksponatów ilustrujących etapy rozwoju wodociągów, kanalizacji i komunikacji miejskiej. Prezentowane są modele starożytnych rzymskich toalet i centralnego kanału ściekowego – Cloaca Maxima. Ponadto goście zostaną poinformowani, jak funkcjonowały toalety dla bogatych rzymian i dlaczego ludzie spędzali na siedziskach kilka godzin.

### Średniowiecze
W tej części, która imituje wąską i brudną średniowieczną ulicę, można zobaczyć manekiny Szczurołapa z Hameln i Doktora dżumy. Pokazane są również trzy rodzaje toalet w średniowiecznym zamku i najczęstszą toaletę – nocnik. Odwiedzający zapoznają się z kulturą życia codziennego średniowiecznego miasta, w szczególności dowiedzą się, dlaczego ludzie krzyczeli: „Uwaga, wylewam!” i jakie obowiązki zawodowe miał człowiek-toaleta.

### Odrodzenie
Najcenniejszy eksponat tej części muzeum to toaleta ze spłuczką zbudowana zgodnie z rysunkami Leonardo da Vinci. Ponadto odwiedzający dowiedzą się, co oprócz skarbów żeglarze przewozili w skrzyniach.

### XVII-XX wiek
Ekspozycja tutaj składa się z różnych przedmiotów higienicznych, nocników, krzeseł-toalet i ziemnej toalety Henry'ego Moul'a. Przedstawiono tu również nazwiska wynalazców klozetu od Johna Harringtona, który zaprojektował pierwszą toaletę ze spłuczką dla swojej matki chrzestnej, Królowej Elżbiety I, do Thomasa Crappera, który wymyślił zawór pływakowy i system „pociągnij i puść”.
Turyści dowiedzą się więcej o toaletach w transporcie, w tym o nowoczesnych metodach recyklingu zanieczyszczeń w statkach kosmicznych, oraz o toaletach w więzieniach.
Najcenniejsze eksponaty tego działu: toaleta czasów I wojny światowej, wiktoriański nocnik z drugiej połowy XIX wieku, niemiecki przenośny bidet z pierwszej połowy XIX wieku, zabytkowe przybory toaletowe Saint Amand et Hamade Nord, nocnik dziecięcy z dzwonkiem z legendarnej walijskiej ławki ceramicznej Portmeirion Pottery.
XXI wiek pokazuje nam nowoczesne pisuary, bidety, klozety i japońską know-how – toaletę firmy TOTO.

### Art WC
W tej części muzeum przedstawione są eksponaty związane ze sztuką. Na przykład można tutaj zobaczyć model słynnej „Fontanny” Marcela Duchampa, czyli podpisany pisuar wystawiony w galerii Nowego Yorku jako dzieło sztuki. Można również zobaczyć inne toalety o wartości artystycznej: malowaną muszlę klozetową, gilotyny do pisuarów i wiele innych.